# بيتر كينغ (صحفي)
بيتر كينغ (بالإنجليزية: Peter King)‏ هو صحفي أمريكي، ولد في 10 يونيو 1957 في سبرينغفيلد في الولايات المتحدة.